# Natalja Botjina
Natalja Valerijevna Botjina (ryska: Натаьля Валерьеевна Бочина), född den 4 januari 1962 i Leningrad, är en sovjetisk före detta friidrottare som tävlade i kortdistanslöpning.
Botjinas främsta meriter är från Olympiska sommarspelen 1980 där hon blev silvermedaljör på 200 meter efter östtyskan Bärbel Wöckel. Vid samma mästerskap ingick hon i det sovjetiska stafettlaget på 4 x 100 meter som blev tvåa efter Östtyskland.

## Personliga rekord
- 100 meter - 11,22 från 1980
- 200 meter - 22,19 från 1980